# Chloropsina rubrostriata
Chloropsina rubrostriata är en tvåvingeart som först beskrevs av Oswald Duda 1934.  Chloropsina rubrostriata ingår i släktet Chloropsina och familjen fritflugor. Inga underarter finns listade i Catalogue of Life.